# Джиро дель Эмилия Донне
Джиро дель Эмилия Донне (итал. Giro dell'Emilia Internazionale Donne Elite) — шоссейная однодневная велогонка, проходящая по территории Италии с 2014 года. Являлась женской версией мужской гонки Джиро дель Эмилия.

## История
Гонка была создана в 2014 году и сразу вошла в Женский мировой шоссейный календарь UCI.
В 2020 году гонка повысила свой статус войдя в календарь только что созданной Женской ПроСерии UCI. В том же году из-за пандемии COVID-19 была проведена в середине августа вместо привычного конца сентября начала октября.
Маршрут гонки проходит в регионе Эмилия-Романья. Изначально с момента своего создания гонка стартовал в деловом центре города Болоньи. После этого дистанция направлялась в северную часть провинции Болонья где проходила по равнине через Сан-Маттео-делла-Децима и возвращалась обратно в Болонью. В 2022 году старт гонки, как и у мужчин, был перенесён в Карпи. Оттуда дистанция следовала по равнине через Сан-Маттео-делла-Децима в Болонью.
Финиш гонки, как и у мужской гонки, располагается на вершине подъёма у святилища Мадонна-ди-Сан-Люка. До 2022 года включительно после прибытия в Болонью сразу следовал финальный подъём гонки к Мадонна-ди-Сан-Люка. С 2023 года в Болоньи к дистанции добавили 10-километровый финальный круг, что увеличило количество восхождений на подъём к Мадонна-ди-Сан-Люка до двух. Протяжённость дистанции составляет в районе 100 км.

### Подъём к Мадонна-ди-Сан-Люка
Протяжённость подъёма к Мадонна-ди-Сан-Люка составляет 2 километра со средним градиентом почти 10,5% и максимальным 18%. Перепад высот 200 метров.
Подъём начинается от арки Мелончелло сразу с двухзначного градиента и на всём своём протяжении идёт вдоль Портика Болоньи, включённого в Список объектов всемирного наследия ЮНЕСКО. В середине подъёма трасса немного выполаживается до 7% и проходит под портиком. После этого сразу начинается S-образный поворот, названный Curva delle Orfanelle, а градиент достигает своих максимальных значений. На второй половине подъёма расположено ещё выполаживается до 7%.

Подъём к Мадонна-ди-Сан-Люка
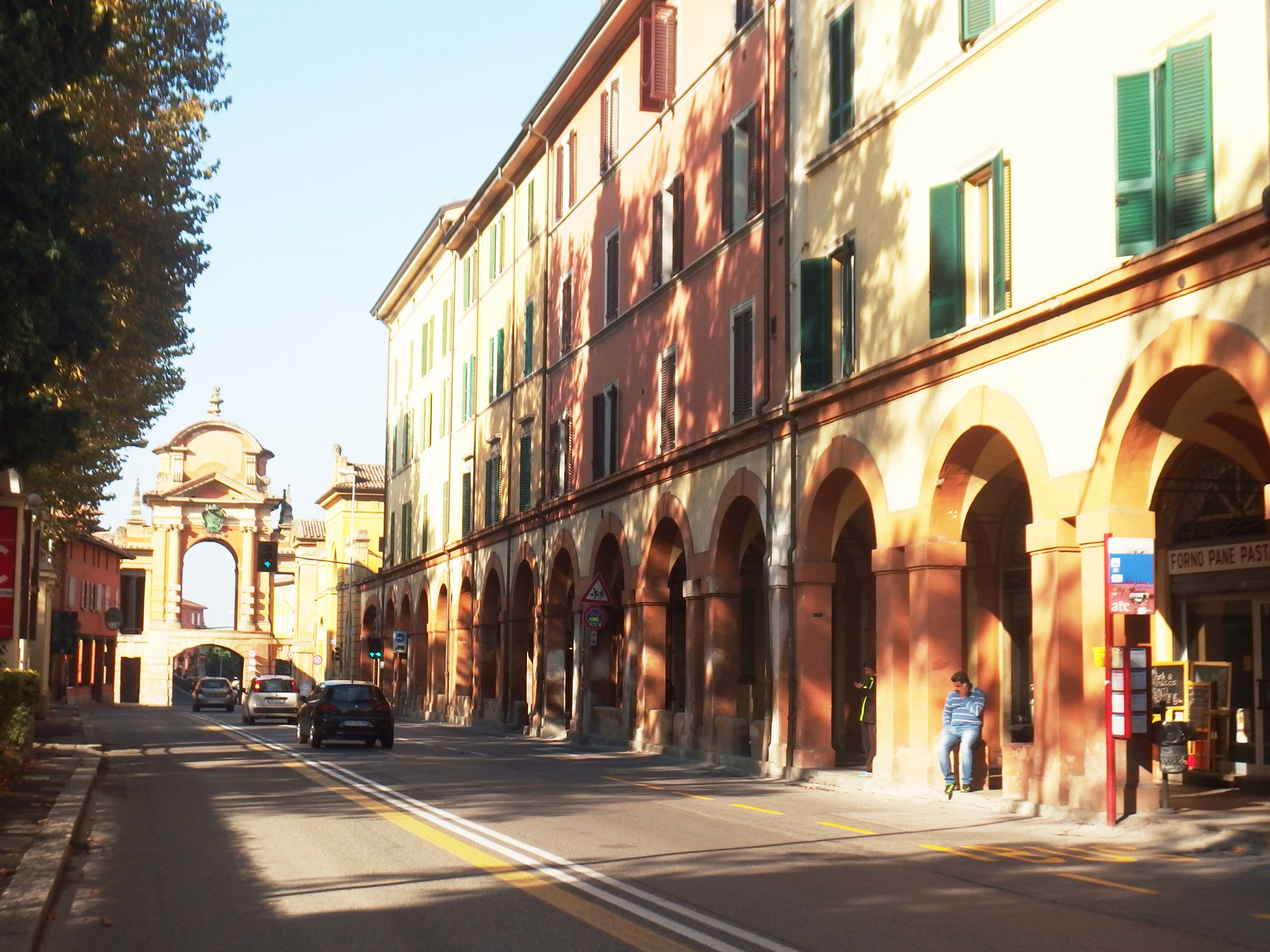
Подъезд к арке Мелончелло
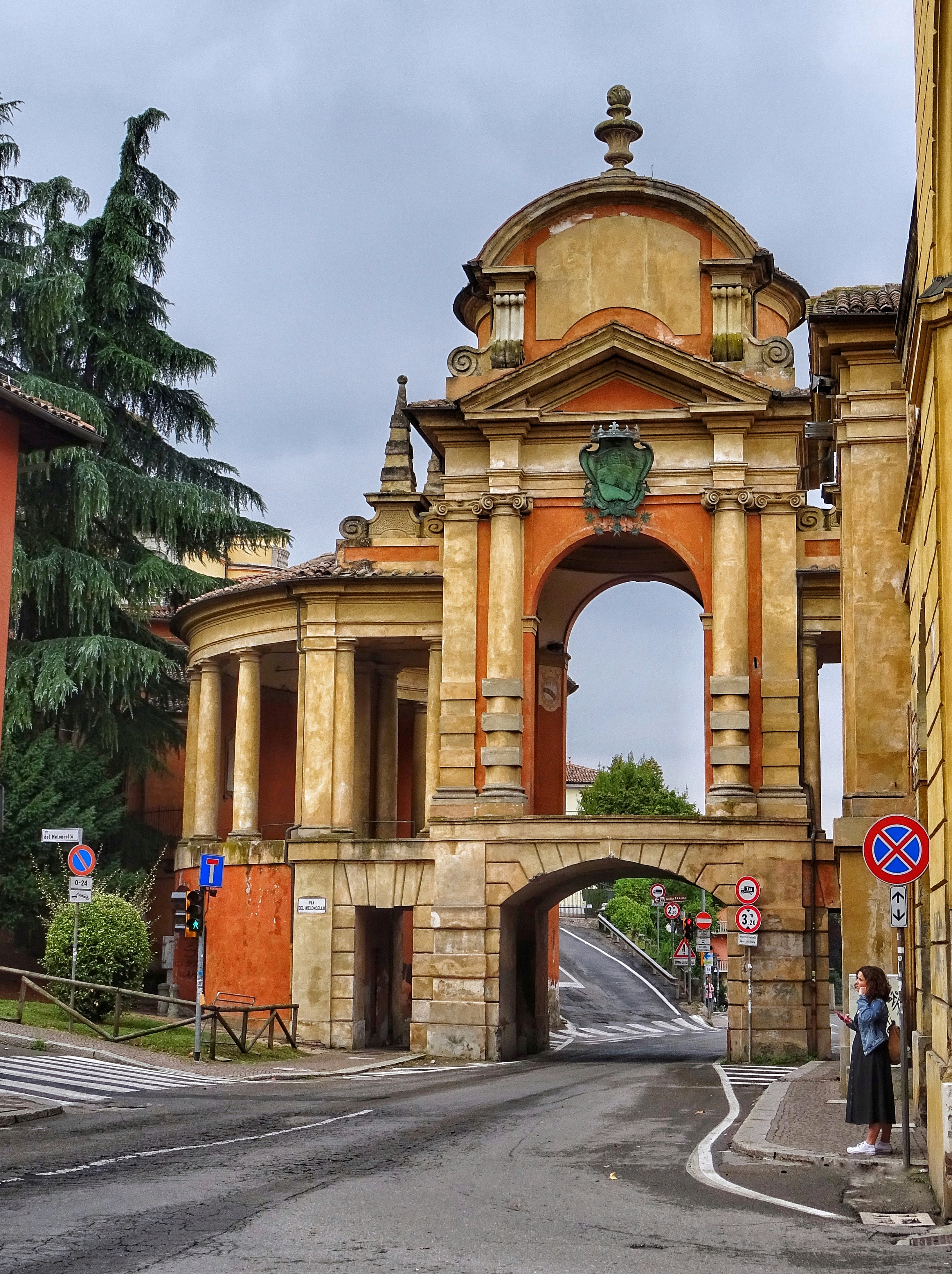
Арка Мелончелло
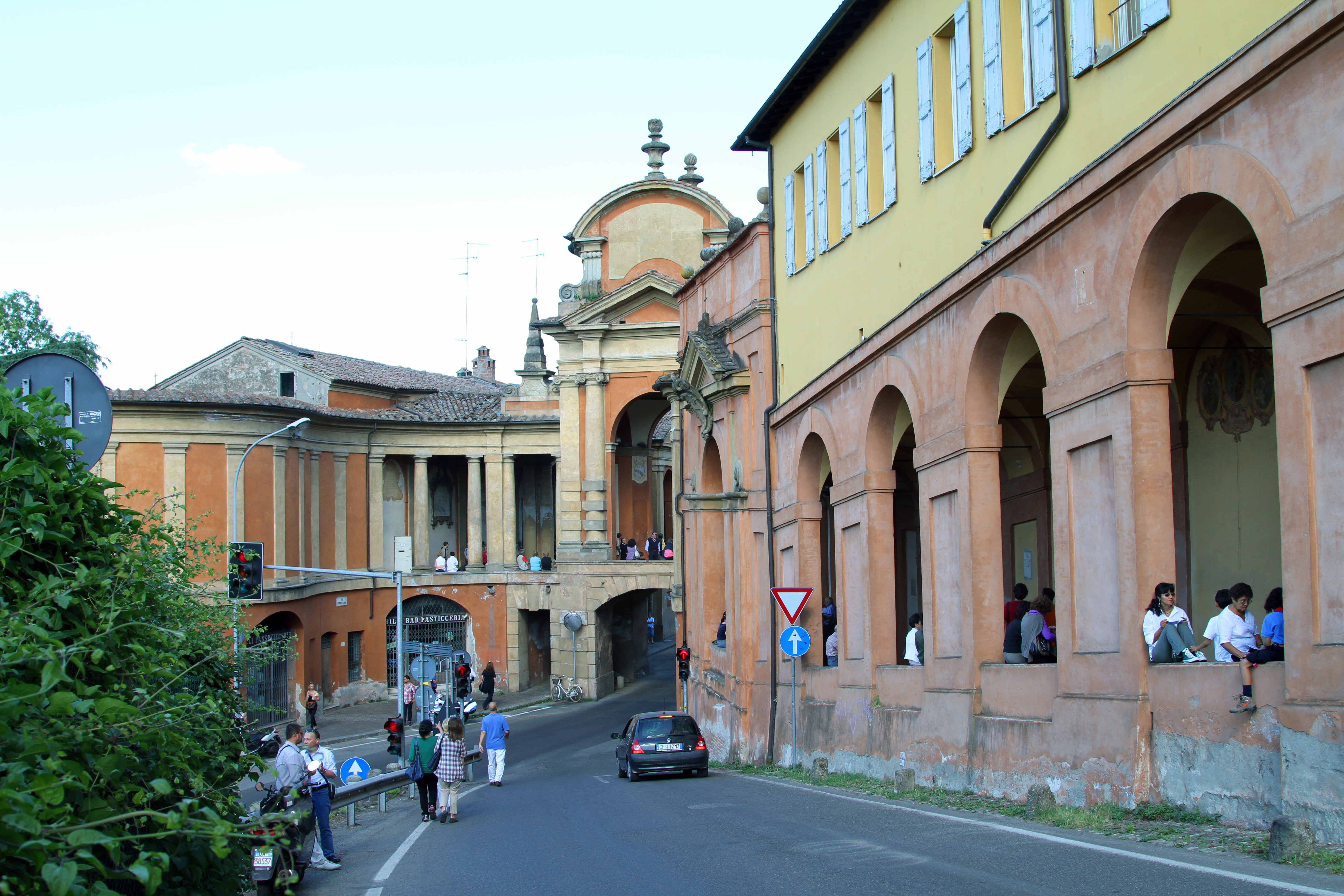
После арки Мелончелло
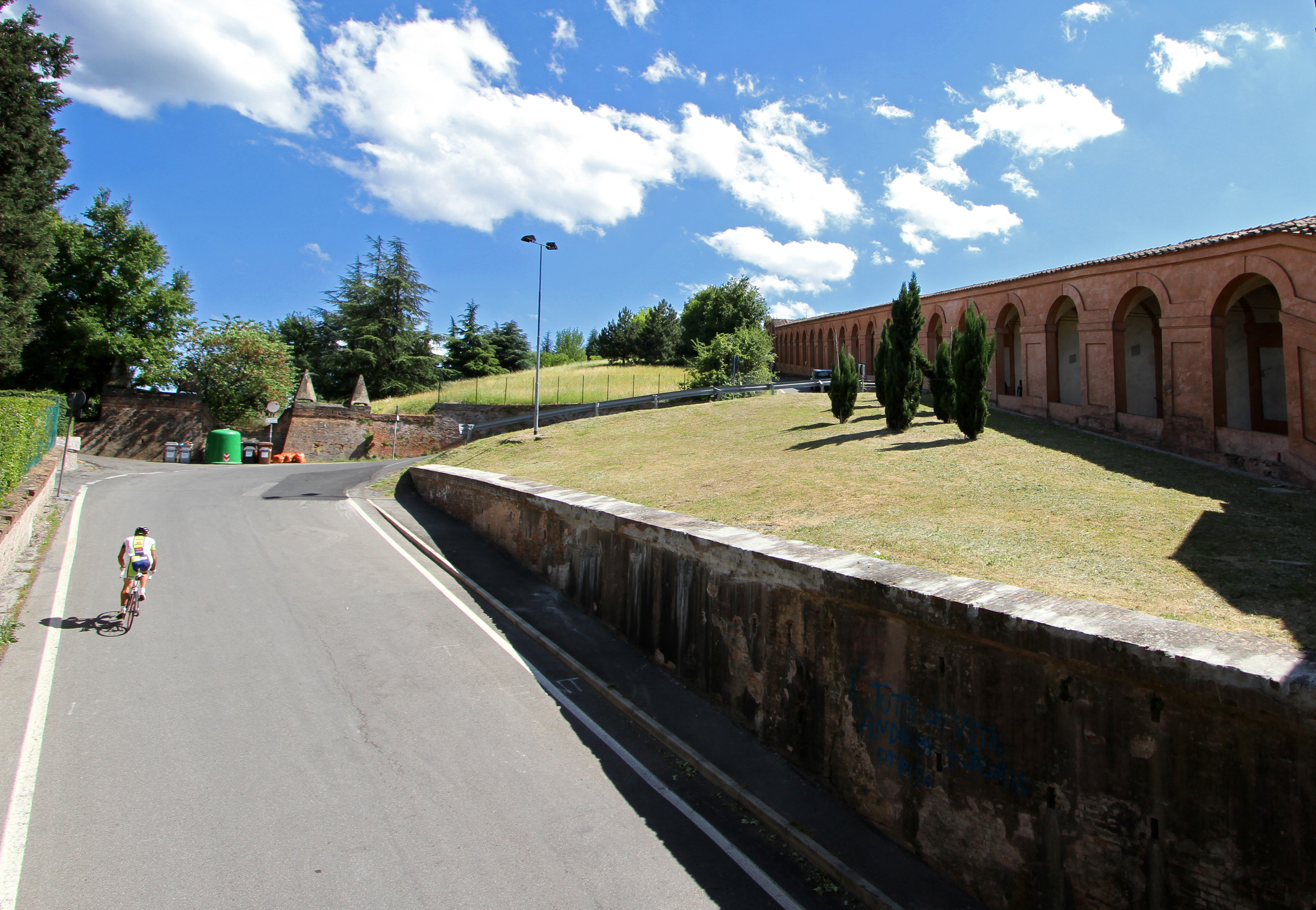
Curva delle Orfanelle
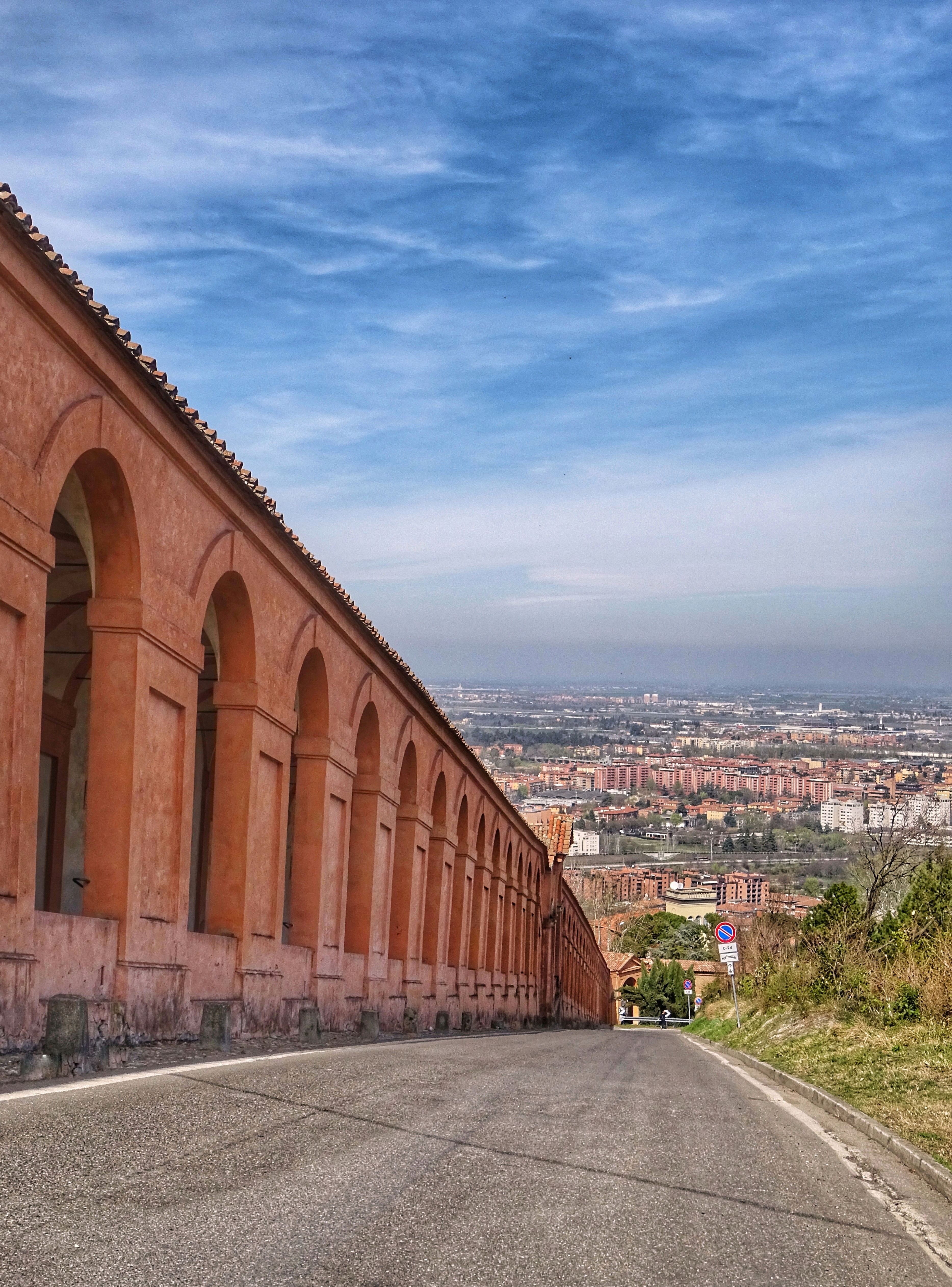
Вторая половина подъёма

## Призёры
| Год  | Победитель            | Второй              | Третий                |
| ---- | --------------------- | ------------------- | --------------------- |
| 2014 | Росселла Ратто        | Эдвиж Питель        | Джорджа Бронцини      |
| 2015 | Элиза Лонго Боргини   | Эшли Молман         | Эмбер Небен           |
| 2016 | Элиза Лонго Боргини   | Эшли Молман         | Алёна Омелюсик        |
| 2017 | Татьяна Гудерцо       | Раса Лелейвите      | Росселла Ратто        |
| 2018 | Раса Лелейвите        | Арленис Сьерра      | Сесилие Уттруп Лудвиг |
| 2019 | Деми Воллеринг        | Элиза Лонго Боргини | Никола Носкова        |
| 2020 | Сесилие Уттруп Лудвиг | Раса Лелейвите      | Паулина Ройяккерс     |
| 2021 | Мави Гарсия           | Арленис Сьерра      | Рэйчел Нейлан         |
| 2022 | Элиза Лонго Боргини   | Вероника Эверс      | София Бертиццоло      |
| 2023 | Сесилие Уттруп Лудвиг | Марта Кавалли       | Жюльетт Лабу          |
| 2024 | Элиза Лонго Боргини   | Эвита Мьюзик        | Жюльетт Лабу          |
| 2025 |                       |                     |                       |